# Hermine Gartner

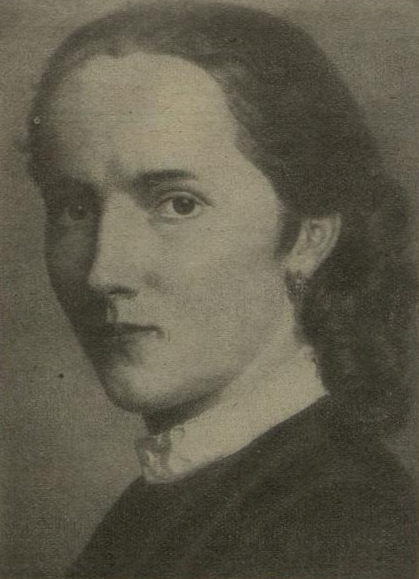
Illustration nach Selbstbildnis von Hermine Gartner

Hermine Gartner (* 16. Oktober 1846 in Wien; † 24. April 1905 in Sori, Ligurien) war eine österreichische Malerin. Sie verwendete auch die Pseudonyme Antonius Hermann und Hermann Grünler.

## Leben
Hermine Gartner war eine Tochter des Regierungsrats Anton Gartner (1803–1873) und Schwester des Romanisten Theodor Gartner. Sie erhielt ihre künstlerische Ausbildung ab 1864 in ihrer Geburtsstadt Wien bei Josef Hoffmann und Joseph von Führich. Mitunter trug sie Männerkleidung und malte unter männlichen Künstlernamen. Durch Verkleidung soll es ihr gelungen sein, an der Akademie der bildenden Künste Wien zu studieren, obwohl zu dieser Zeit keine Frauen zugelassen waren.
1871 verlobte sich Gartner mit dem Maler Carl Hofmann. Im gleichen Jahr debütierte sie mit einem Ölgemälde auf einer Ausstellung auf dem Wiener Kohlmarkt. Sie ging nach München und setzte dort ihre Studien bei Johann von Schraudolph fort, der sein Atelier mit ihr teilte. 1872/1873 führte sie Restaurierungen im Stift Kremsmünster in Oberösterreich aus. Nachdem ihr Vater gestorben war, reiste sie zunächst wieder nach München, dann nach Paris (1878) und Florenz.
1899 erwarb Gartner ein Haus in Sori bei Genua und lebte dort fortan als Mann gekleidet unter dem Pseudonym Antonius Hermann. Später wohnte sie mit der Witwe eines deutschen Oberst zusammen. Ihren Lebensunterhalt verdiente sie als Sprachlehrer. Hermine Gartner galt in dieser Zeit als verschollen. Erst als sie 1905 (vermutlich an Krebs) starb, wurde sie von den Behörden als „Dame“ mit „gewaltige(m) falsch(em) Schnurrbart“ sowie „Malerin aus Wien und Schwester eines Innsbrucker Universitätsprofessors“" identifiziert. Ihr Fall erregte Aufsehen, wurde in italienischen und deutschsprachigen Zeitungen kommentiert und von dem Sexualwissenschaftler Magnus Hirschfeld in seiner Publikation Die Transvestiten (1910) aufgegriffen.

## Werk

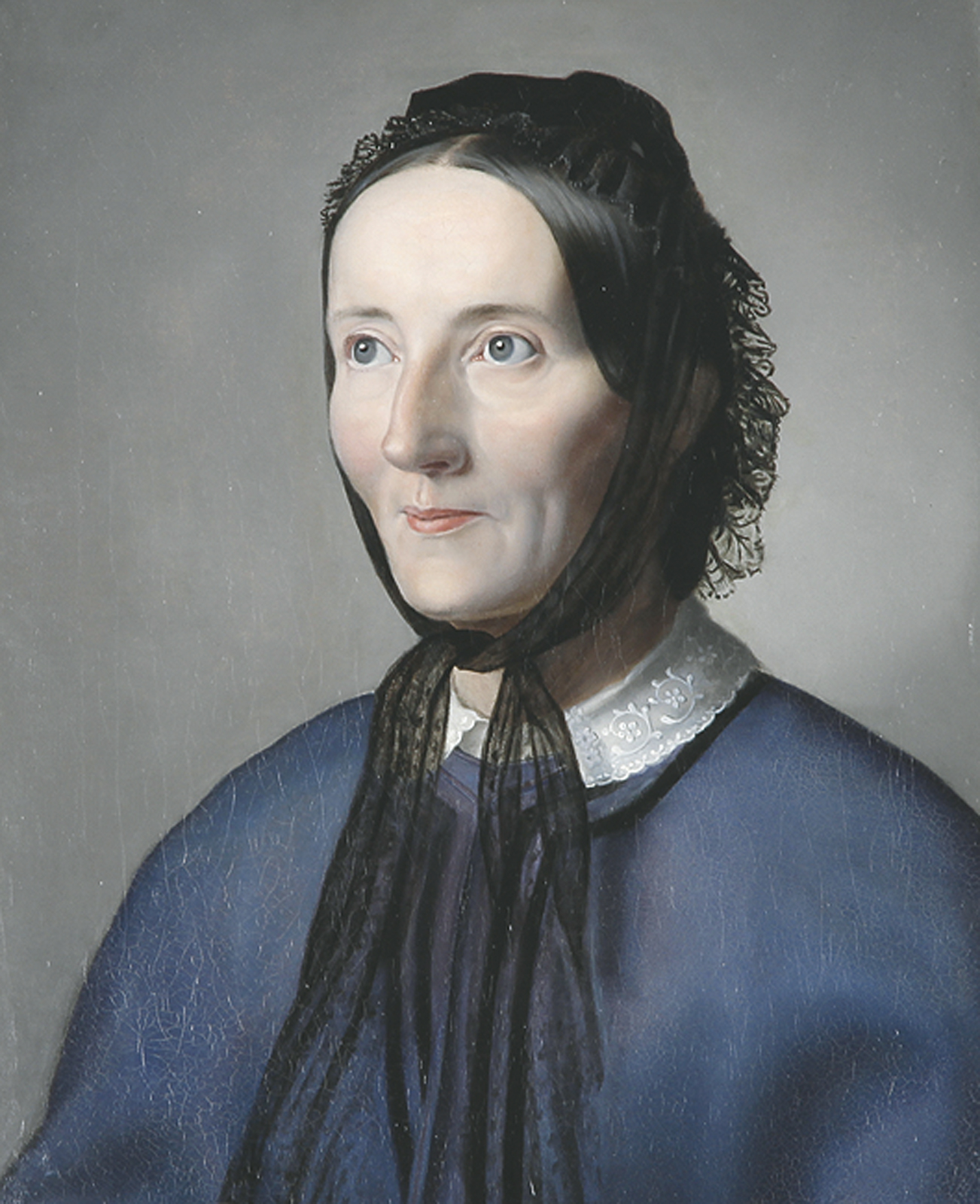
Therese Gartner, geb. Zingelbauer-Zelenka in Trauerkleidung, von Hermine Gartner gemaltes Porträt ihrer Mutter

Hermine Gartner wirkte als Porträtmalerin sowie Malerin religiöser und historischer Motive. Von 1865 bis 1870 porträtierte sie eine Reihe von Angehörigen Wiener Familien einschließlich ihrer eigenen. Weiters gehören Altarbilder und Landschaften zu ihrem Gesamtwerk. Sie malte in Öl und Aquarell, schuf Radierungen und Zeichnungen.
Neben Originalen fertigte Gartner auch Kopien der Werke alter Meister, die sie in Museen besichtigte, unter anderem Studienköpfe nach Rubens und Tintoretto aus dem Belvedere in Wien.
Eines ihrer Selbstbildnisse wurde 1930 auf der Jubiläumsausstellung Zwei Jahrhunderte Kunst der Frau in Österreich der Vereinigung bildender Künstlerinnen Österreichs in den Räumlichkeiten des Hagenbunds gezeigt.
Werke (Auswahl)
- Therese Gartner, geb. Zingelbauer-Zelenka in Trauerkleidung / Anton Leopold Gartner, 1867, Brustbildnisse (Gegenstücke), zwei Ölgemälde auf Leinwand, verso signiert und datiert sowie bezeichnet „Bildniß meiner Mutter“ bzw. „Bildniß meines Vaters“, 53 × 42 bzw. 52 × 43,5 cm[5]
- Selbstporträt, 1867
- Bild der Familie Gartner mit 12 Personen, 1868
- Selbstporträt, 1869
- Christus, Radierung mit Text, 1870
- Rinald und Armida im Zaubergarten, belauscht von zwei Kreuzrittern, Öl, 1871 Ausstellung auf dem Kohlmarkt, Wien
- Madonna, Gemälde, Pseudonym Grünler
- Altarbild, St. Florian bei Linz
- Blaue Madonna, Altarbild Siegenfeld bei Wien